# Мармулёв, Михаил Глебович
Михаи́л Гле́бович Мармулёв (Мормулев) (8 ноября 1917, Духовщинский уезд, Западная область — 20 апреля 1985, Минск) — советский офицер, партизан, Герой Советского Союза (15 августа 1944 года).

## Биография
Михаил Глебович Мармулёв родился 8 ноября 1917 года в деревне Артёмовка Смоленской губернии. После окончания семилетней школы в Суетово работал каменщиком в Смоленске. В 1938 году призван в армию, окончил Ленинградское артиллерийское училище (1941 год), проходил службу в 223 гап 85 сд, в Западной Беларуси.

### Участие в Великой Отечественной войне и подвиг
Война его застала на границе, в боях с первых дней и в первые дни был ранен. Отправлен в госпиталь, в котором под Минском, попал в окружение. С теми ранеными, кто мог держать оружие ушёл в леса. Постепенно мелкие отряды сливались, образую партизанский отряд, названные «Буревестник». К концу 1941 года Михаил — начальник разведки отряда, а с июля 1942 года — командир. Осенью 1943 года отряд вырос до бригады. Партизаны совершили более 130 боевых операций (более 100 под руководством Михаила Глебовича).
В первом же бою удалось уничтожить 2 вражеские автомашины и около 50 гитлеровцев. В другом бою уничтожили 15 подвод, в которых двигалось 120 фашистов. Его прозвали в белорусских лесах «королём засад». В конце июля 1943 года гитлеровцы всё же выследили одну из партизанских групп. Мармулёв с 18-ю партизанами был окружён. Больше 2 часов горстка партизан отбивалась от численно превосходящего врага. Мармулёв был тяжело ранен, но, лёжа на носилках, продолжал руководить боем. После боя Мармулёва с повреждённым позвоночником целую ночь партизаны несли на носилках. Самолётом он был отправлен в госпиталь. В 1944 вернулся в отряд.
В 1944 году бригада действовала совместно с частями Красной Армии, освобождали Беларусь. Партизаны уничтожили не одну сотню вражеских солдат, взяли в плен 975 солдат и офицеров. Михаил за это время был ранен 4 раза.
15 августа 1944 года указом Президиума Верховного Совета СССР за образцовое выполнение правительственных заданий в борьбе против немецко-фашистских захватчиков в тылу противника и проявленные при этом мужество и отвагу, за особые заслуги в развитии партизанского движения в Беларуси Мармулёву Михаилу Глебовичу присвоено звание Героя Советского Союза с вручением ордена Ленина и медали «Золотая Звезда» (№ 4061).
В 1944 году после тяжёлого ранения и длительного лечения на фронт уже не вернулся.

### После войны
После войны ушёл в отставку, сначала жил и работал в Борисове, затем переехал в Минск. Умер 20 апреля 1985 года.

## Награды
- Герой Советского Союза (15 августа 1944);
- Орден Ленина;
- Орден Красного Знамени;
- Орден Отечественной войны II степени;
- Орден Красной Звезды;
- Медали.

## Память
- Решением Минского городского Совета депутатов от 24 декабря 2020 года одной из улиц Минск было присвоено имя партизана, Героя Советского Союза Михаила Мормулёва[3].
- Улица Михаила Мормулёва (бел. вуліца Міхаіла Мармулёва) — улица в городе Узда Минской области[4].